# Klaus Gersten
Klaus Gersten (Głogów, Silésia, 22 de agosto de 1929) é um matemático e engenheiro alemão.

## Publicações
- com Hermann Schlichting: Grenzschicht-Theorie. 10. überarbeitete Auflage. Springer, Berlim 2006, ISBN 3-540-23004-1.
- Einführung in die Strömungsmechanik. 6. überarbeitete Auflage. Vieweg, Braunschweig 1991, ISBN 3-528-43344-2.